# The Blues Don't Change
The Blues Don't Change — студійний альбом Альберта Кінга, записаний на лейблі Stax Records в 1973—1974 роках. 

## Список композицій
1. «The Blues Don't Change» (Мек Райс, А.С. Вільямс) — 5:26
2. «I'm Doing Fine» (Клентон, Редл) — 3:50
3. «Nice to Be Nice (Ain't That Nice)» (Ґі, Мек Райс) — 3:02
4. «Oh, Pretty Woman» (А.С. Вільямс) — 4:45
5. «King of Kings» (Генрі Буш, Сенді Джонс) — 3:28
6. «Feel the Need» (Патрік Мотен, Абрім Тілмон) — 3:30
7. «Firing Line (I Don't Play With Your Woman, You Don't Play With Mine)» (Мек Райс) — 3:44
8. «The Pinch Paid Off, Pt. 1» (Ворд, Вашингтон) — 3:42
9. «The Pinch Paid Off, Pt. 2» (Ворд, Вашингтон) — 4:50
10. «I Can't Stand the Rain» (Дональд Браєнт, Бернард Міллер, Енн Піблз) — 2:52
11. «Ain't It Beautiful» (Генрі Буш, Сенді Джонс, Кліфтон Вільям Сміт) — 4:01

## Учасники запису
- Альберт Кінг — гітара, вокал
- Майкл Тоулз — гітара
- Вернон Берч — гітара
- Боббі Мануель — гітара
- Лестер Снелл — клавішні
- Марвелл Томас — клавішні
- Вінстон Стюарт — клавішні
- Дональд «Дак» Данн — бас
- Ерл Томас — ударні
- Ел Джексон, мл. — ударні
- Віллі Голл — ударні
- Вільям С. Браун III — бек-вокал
- Генрі Буш — бек-вокал
- Hot Butter & Soul — бек-вокал
- The Memphis Horns — труби

## Сингли
| Сингл            | Інформація                                                |
| ---------------- | --------------------------------------------------------- |
| «I'm Doing Fine» | - Сингл Stax 0245, 1975 - Сторона Б: «Ain't It Beautiful» |